# Dove comincia il sole live agosto 2011
Dove comincia il sole live agosto 2011 è un album dal vivo del gruppo musicale italiano Pooh, pubblicato l'11 ottobre 2011.

## Il disco
Il disco è stato registrato durante il concerto del giorno 27 agosto 2011, tenutosi presso il comune padovano di Este, in particolare nello spazio all'aperto del Castello medievale.
Il disco, messo in commercio l'11 ottobre 2011, propone tre diverse versioni sia nella confezione che nel contenuto:
- Doppio CD: La confezione contiene 2 CD con la sola parte audio del concerto e libretto fotografico;
- Doppio DVD: La confezione contiene 2 DVD, uno con il concerto di cui è stata ripresa la parte sia audio che video, il secondo invece contiene "contenuti speciali", back stage ed immagini inedite di altri concerti oltre a quello di Este;
- Versione Luxury: È una pubblicazione in serie limitata e numerata, contenente 2 DVD, 2 CD, un libretto fotografico, e composto da una confezione differente e maggiormente accurata rispetto alle altre due versioni, con anche un pop-up realizzato da Massimo Missiroli che riproduce il palco durante alcuni effetti, e parte della folla sotto di esso.

## Il concerto
Nel repertorio sono state presentate quasi tutte le tracce dell'album Dove comincia il sole, oltre ai loro più grandi successi dall'epoca Beat fino ai giorni nostri, tutti arrangiati con una sonorità in chiave più Rock rispetto al tradizionale sound della band.
Il concerto, nei primi minuti, inizia con il gruppo che si esibisce all'alba e senza pubblico, per poi passare direttamente all'esibizione di sera. Quattro volte si ripete questa particolarità, poiché a turno Roby, Dodi, e Red eseguono da solisti i brani La leggenda di Mautoa, Scusami e Se c'è un posto nel tuo cuore, poi tutta la band esegue il brano L'anno, il posto, l'ora.

## Tracce
CD 1
1. Dove comincia il sole
2. L'aquila e il falco
3. Musica
4. Amica mia
5. Isabel
6. Canterò per te
7. Io sono vivo
8. L'altra donna
9. Stare senza di te
10. La donna del mio amico
11. Giorni infiniti
12. Il tempo, una donna, la città
13. Parsifal
14. Solo voci
15. Uomini soli
16. Viva

CD 2
1. Reporter
2. Vento nell'anima
3. Amici per sempre
4. Stai con me
5. Non siamo in pericolo
6. Chi fermerà la musica
7. Pronto buongiorno è la sveglia
8. Piccola Katy
9. Tanta voglia di lei
10. Ci penserò domani
11. Noi due nel mondo e nell'anima
12. Dammi solo un minuto
13. Nascerò con te
14. Il cielo è blu sopra le nuvole
15. Pensiero
16. Questo sono io
17. Dove comincia il sole (strumentale)
18. La leggenda di Mautoa
19. Scusami
20. Se c'è un posto nel tuo cuore
21. L'anno, il posto, l'ora

DVD
1. Dove comincia il sole
2. L'aquila e il falco
3. Musica
4. Amica mia
5. Isabel
6. Canterò per te
7. Io sono vivo
8. L'altra donna
9. Stare senza di te
10. La donna del mio amico
11. Giorni infiniti
12. La leggenda di mautoa
13. Il tempo, una donna, la città
14. Parsifal
15. Scusami
16. Solo voci
17. Uomini soli
18. Viva
19. Se c'è un posto nel tuo cuore
20. Reporter
21. Vento nell'anima
22. L'anno, il posto, l'ora
23. Amici per sempre
24. Stai con me
25. Non siamo in pericolo
26. Chi fermerà la musica
27. Pronto, buongiorno è la sveglia
28. Piccola Katy
29. Tanta voglia di lei
30. Ci penserò domani
31. Noi due nel mondo e nell'anima
32. Dammi solo un minuto
33. Nascerò con te
34. Il cielo è blu sopra le nuvole
35. Pensiero
36. Questo sono io
37. Dove comincia il sole (strumentale)

## Formazione
Pooh
- Roby Facchinetti - voce, tastiere
- Dodi Battaglia - voce, chitarra
- Red Canzian - voce, basso, chitarra, flauto dolce, contrabbasso elettrico

Altri musicisti
- Danilo Ballo - cori, tastiera, chitarra
- Ludovico Vagnone - chitarra
- Phil Mer - batteria, chitarra

## Classifiche
| Classifica     | Posizione massima |
| -------------- | ----------------- |
| Italia (album) | 8                 |
| Italia (DVD)   | 2                 |